# Norbert Schübbe

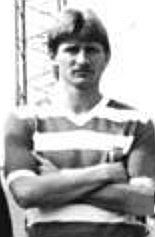
Schübbe 1983 beim HFC

Norbert Schübbe (* 15. Mai 1961) war Fußballspieler im Bereich des DDR-Fußball-Verbandes. In dessen höchster Spielklasse, der Oberliga, spielte er für den Halleschen FC Chemie.

## Sportliche Laufbahn
Schübbe spielte bis 1979 bei der Betriebssportgemeinschaft (BSG) Chemie Buna in Schkopau, südlich von Halle (Saale). Zu Beginn der Saison 1979/80 delegierte ihn die BSG zum regionalen Fußballzentrum, dem Halleschen FC Chemie. Dort wurde Schübbe für die Nachwuchsoberliga nominiert, wurde aber bereits am 22. März 1980 in einem Spiel der DDR-Oberliga eingesetzt. In der Begegnung des 18. Spieltages FC Karl-Marx-Stadt – HFC (1:0) wurde er in der 72. Minute eingewechselt. Auch 1980/81 war er offiziell noch Spieler der Nachwuchsmannschaft, bestritt nun aber schon elf Erstligaspiele, davon sechs von Beginn an. Für die Saison 1981/82 wurde der 1,80 m große und als Elektromonteur ausgebildete Schübbe in den Kader der ersten Mannschaft aufgenommen. Doch weder unter Trainer Peter Kohl noch mit Trainer Jürgen Koitzsch fand er den Weg in die Stammelf, er kam in der DDR-Oberliga nur fünfmal zum Einsatz. Erst als Klaus Urbanczyk 1982/83 die Mannschaft übernahm, kam auch Schübbe zum Zuge. Er bestritt in dieser Spielzeit 22 Oberligaspiele und hatte vom 8. Spieltag an einen Platz im Mittelfeld sicher. Auf die gleiche Spieleanzahl kam er auch in der folgenden Saison, danach aber stieg der HFC aus der Oberliga ab. Bis zu diesem Zeitpunkt hatte Schübbe 61 Oberligaspiele absolviert, Tore aber nicht erzielt.
In der ersten DDR-Liga-Saison 1984/85 verletzte sich Schübbe am 10. Spieltag und kehrte erst in der 33. und vorletzten Runde in die erste Mannschaft zurück. Der HFC brauchte drei Spielzeiten, um den Wiederaufstieg zu schaffen. Schübbe war noch bis zum November 1986 dabei. Nachdem er sich am 5. Spieltag der Saison 1986/87 erneut verletzt hatte und wieder vier Spieltage aussetzen musste, kam er anschließend nur noch zu vier Kurzzeiteinsätzen. Anfang 1987 wechselte Schübbe, nachdem er in der DDR-Liga 50 von 102 Punktspielen bestritten hatte, zum Drittligisten Chemie Wolfen in die Bezirksliga Halle. In der Saison 1989/90 kehrte er zur BSG Chemie Buna Schkopau zurück, für die er wieder in der DDR-Liga spielte.
Nach dem Abschluss seiner Laufbahn als Fußballspieler betätigte sich Schübbe als Fußballtrainer. Überregional bekannt wurde er dabei jedoch nur beim SV Braunsbedra, wo er von 1999 bis 2002 tätig war und die Mannschaft 2001 zum Aufstieg in die Amateuroberliga führte. Ein achtwöchiges Zwischenspiel gab er als Trainer vom April bis zum Mai 2007 beim 1. FC Weißenfels in der Landesklasse Sachsen-Anhalt.